# Oblężenie Budapesztu
Oblężenie Budapesztu (węg. Budapest ostroma) – działanie wojenne przeprowadzone w stolicy Węgier Budapeszcie w czasie operacji budapeszteńskiej w końcowym okresie II wojny światowej.

## Sytuacja polityczna na Węgrzech w 1944
W czasie konferencji w Teheranie Stalin wynegocjował z Brytyjczykami odstąpienie od lądowania aliantów zachodnich na Bałkanach (co było do tej pory planem Churchilla), do Węgier wkroczyć miała Armia Czerwona.
Po tym jak 25 sierpnia 1944 Rumunia przeszła na stronę aliantów, Węgrzy musieli dodatkowo wprowadzić swoją 2 Armię w sile 190 tys. żołnierzy do obrony Siedmiogrodu. Pod miastem Kluż przeszli do ofensywy przeciwko Rumunii. Państwo to szykowało się właśnie, przy pomocy ZSRR, do zdobycia północnego Siedmiogrodu.
Po wejściu Armii Czerwonej na terytorium Węgier w październiku 1944, admirał Miklós Horthy podjął próbę za pośrednictwem przywódcy komunistów jugosłowiańskich Josipa Broz Tito poddania Sowietom wojsk węgierskich operujących na froncie wschodnim. 16 października 1944 w czasie trwania operacji wschodniokarpackiej, dowódca 1 Armii węgierskiej gen. Béla Miklós, został zmuszony do stawienia się w siedzibie niemieckiego generała Heinriciego. Ostrzeżony o ewentualnym aresztowaniu za udział w spisku, przedostał się przez węgierską linię frontu na stronę sowiecką, do Leska, w miejscu gdzie znajdował się wówczas radziecki Sztab Generalny. Na żądanie Sowietów wzywał następnie przez radio do dezercji i przechodzenia żołnierzy na stronę sowiecką. Niemcy, którzy od dawna obserwowali próby zawarcia przez Węgry separatystycznego pokoju, aresztowali Horthyego, po uprzednim porwaniu jego syna przez komandosów pod dowództwem Otto Skorzenego w czasie operacji „Mickey Mouse” i wywiezieniu w głąb Rzeszy. Rządy na Węgrzech objął przywódca strzałokrzyżowców Ferenc Szálasi, w pełni podporządkowany Rzeszy. W opozycji do niego 21 grudnia 1944 w zdobytym przez wojska radzieckie Debreczynie węgierska koalicja antynazistowska utworzyła nowy rząd z premierem Belą Miklósem na czele.

## Przebieg oblężenia
Obronę Budapesztu stanowiły wojska węgierskie i niemieckie, otoczone pierścieniem wojsk radzieckich od grudnia 1944.
W listopadzie 1944 kontrolę nad stolicą Węgier przejął XI Korpus Waffen-SS gen. Pfeffer-Wildenbrucha. W skład tego Korpusu wchodziły 8 Dywizja Kawalerii SS „Florian Geyer” i 22 Ochotnicza Dywizja Kawalerii SS. Znajdował się tam też I Korpus Węgierski którego siłą była 2. Dywizja Pancerna. W okrążonym mieście, 27 grudnia 1944 dowództwo Ordnungspolizei wprowadziło stan oblężenia.
Atak radziecki rozpoczął się 29 grudnia 1944, uczestniczyły w nim Armia Czerwona oraz sprzymierzony VII Korpus Armijny rumuńskich sił zbrojnych.
1 stycznia 1945 porażką zakończyła się ostatnia niemiecka próba oswobodzenia miasta. Żołnierze radzieccy przedzierając się przez wschodnią część miasta otworzyli drogę do Dunaju. Ta część Budapesztu poddała się ostatecznie 18 stycznia 1945. Przeciwległy brzeg Dunaju po stronie Budy został zdobyty przez zastosowanie miotaczy ognia, materiałów wybuchowych i ognia dział samobieżnych. Zaledwie garstka, spośród 16 tys. niemieckich i węgierskich żołnierzy wydostała się z oblężenia, przechodząc przez radzieckie linie. 11 lutego poddał się budapeszteński garnizon Waffen-SS.
Oblężenie zakończyło się bezwarunkową kapitulacją 13 lutego. Miasto zostało zdobyte częścią oddziałów 2 Frontu Ukraińskiego dowodzonych przez marszałka Rodiona Malinowskiego. Bezpośrednio w walkach wzięły udział 53 Armia i 7 Armia Gwardii, wchodzące w skład 3 Frontu Ukraińskiego, w tym 46 Armia.
Całkowicie zniszczona została węgierska 2 Armia, natomiast resztki oddziałów zostały detaszowane do 3 Armii.

### Próby odblokowania
1 stycznia 1945 Niemcy rozpoczęli operację „Konrad I”, próbę odblokowania Budapesztu, która podeszła 17 km od Budy. Ostatecznie utknęła pod wzgórzami pod Budapesztem. Operacja „Konrad II” ruszyła 7 stycznia, ale też nie dotarła. Ostatnia operacja rozpoczęła się 18 stycznia i trwała do 30 stycznia o kryptonimie „Konrad III”.
Oblężenie Budapesztu było jedną z najkrwawszych bitew podczas II wojny światowej.

## Epilog

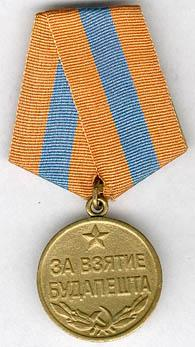
Radziecki Medal „Za zdobycie Budapesztu”

W wyniku działań zbrojnych zniszczeniu lub uszkodzeniu uległo 80% budynków w Budapeszcie, w tym zamek i gmach Parlamentu, a także pięć mostów na Dunaju.
Po zakończonym oblężeniu żołnierzom radzieckim pozwolono na dwudniowy, niekontrolowany rabunek miasta. Dochodziło również do przypadkowych egzekucji oraz masowych gwałtów kobiet. W następstwie tych działań ok. 40 tys. cywilów zginęło, nieznana jest liczba tych, którzy zmarli z głodu i chorób. Podczas oblężenia około 50 tys. kobiet i dziewcząt w wieku od 10 do 70 lat zostało zgwałconych (choć szacunki podają od 5 tys. do 200 tys.). Węgierskie dziewczęta były porywane, a następnie przywożone do kwater żołnierzy Armii Czerwonej, gdzie były więzione, wielokrotnie gwałcone, a czasami mordowane. 
Po tych wydarzeniach na terenie całych Węgier ponad 400 tys. kobiet zostało zarejestrowanych jako zarażone chorobami wenerycznymi na skutek gwałtu.
Liczba ofiar w Budapeszcie porównywana jest do strat poniesionych w operacji berlińskiej.
Echem tamtych wydarzeń jest wiele książek napisanych po traumie krwawej zimy, między innymi Mam piętnaście lat i nie chcę umierać napisana przez węgierską autorkę Christine Arnothy.